# ألبرت فريك
ألبرت فريك (بالألمانية: Albert Frick)‏ هو متزحلق جبال الألب ليختنشتاني، ولد في 6 يونيو 1949.

## وصلات خارجية
- ألبرت فريك على موقع أوليمبيديا (الإنجليزية)